# توفيق رحمت
توفيق رحمت (بالإنجليزية: Taufiq Rahmat)‏ هو لاعب كرة قدم سنغافوري في مركز الوسط، ولد في 18 أكتوبر 1987 في سنغافورة. لعب مع تانجونغ باغار يونايتد وليونز تويلف ونادي تامبينس روفرز ووودلاندز ويلينغتون.

## وصلات خارجية
- توفيق رحمت على موقع قاعدة بيانات كرة القدم.إي يو (الإنجليزية)
- توفيق رحمت على موقع Soccerway.com (الإنجليزية)